# Василь Петрук
Васи́ль Петру́к (27 березня 1886; Мишин — 1968, Меркенфріц, Німеччина) — художник-самоук.

## Життєпис
Народився у Мишині 27 березня 1886 року в родині ткача. У школі навчався в 1893-1899 рр., тільки на «дуже добре». Оцінку «добре» мав лише зі співів і різних робіт. Учень Йосафата Кобринського.
Малюванням захоплювався з дитинства. Посол австрійського сейму Лаврук Павло, родом з сусіднього Іспаса, побачивши на Ланах, як хлопець малює з натури, посприяв, щоб його прийняли спочатку до Вищої Промислової Школи у Львові, а потім у Коломийську школу деревного промислу. Після її закінчення студіював малярсько-декоративне мистецтво у Чернівцях, був учнем відомого буковинського художника Миколи Івасюка, а потім у Відні, отримавши диплом артиста-маляра.
Після Відня жив і працював у Мишині, Яблунові. 

### Перша світова війна
Під час Першої світової війни воював на італійському фронті, був поранений, лікувався у Празі. Опісля українські частини австрійського війська сформували Українську Галицьку Армію. Василь Петрук був старшиною УГА. Під час кінцевих невдалих битв частина Галицької Армії відступаючи опинилася у Чехословаччині, де була роззброєна та інтернована у містах Ліберць та Йозефів. Василеві Петруку вдалося втекти та повернутися додому. Через невідрадні обставини вдома він повернувся у Чехословаччину. 
14 серпня 1921 року одружився з чешкою Софією Коварціковою. Заробляв на прожиток учителюванням та малюванням картин на замовлення. Написав багато картин на побутову, релігійну та історичну тематику, які експонувалися на виставках у багатьох країнах Європи й США.
У 1939 році Василя Петрука запросили викладати геометрію та креслення в чоловічій гімназії.
Наприкінці 1930-их, довідавшись від своїх братів, а було їх у нього три — Іван, Михайло і Микола, що в Мишині будують Народний дім, вирішив повернутися з-за кордону додому і прикрасити новобудову своїми картинами й розписом. Однак почалася Друга світова війна і його мрія залишилася нездійсненою.

### На еміграції
З приходом у Чехію радянських військ у нього було конфісковано понад 600 картин на релігійну й історичну тематику. Це було тяжким моральним ударом для талановитого художника. В.Петрук залишає соціалістичну Чехословаччину, переїжджає в Західну Німеччину, поселяється у родичів дружини. 
Василь Петрук постійно проводив переписку з Українським Національним Музеєм у Чикаго. Під кінець свого життя він надіслав їм свій щоденник та образи і рисунки. В Українському Національному Музеї у Чикаго зберігаються портрети, писані Петруком у 1956-1957 роках. Зокрема генералів Удовиченка, Осецького, Сальського, Тютюнника, Петріва, Омеляновича-Павленка, Юнаківа, Олександра Греківа, Капустянського, Загродського, Зелінського, Шандрука, Вовка, Садовського, отаманів Симона Петлюри, Гірняка, Іваніса, Нестора Махна, президентів Михайла Грушевського, о. Августина Волошина, Євгена Петрушевича, є портрети Євгена Коновальця, Івана Остряниці, Вишиваного, та інших.
На старості літ він хотів передати свої картини, написані в Німеччині, музеєві в Коломиї. Але тодішнє керівництво музею відмовило, боячись налагоджувати стосунки з жителями капіталістичних країн. Саме з цих причин творчість цього видатного українського художника майже невідома в Україні. Щоб оцінити його високу майстерність, достатньо переглянути ту незначну кількість картин В.Петрука, що зберігаються в Коломийському музеї: «На Великдень», «У матері», «Автопортрет».
Помер Василь Петрук 1968 року в місті Меркенфріц, Німеччина.